# 波利涅
波利涅（法語：Poligné，法語發音：[pɔliɲe]）是法国伊勒-维莱讷省的一个市镇，位于该省南部，属于勒东区。

## 地理
波利涅（47°53'15"N, 1°41'11"W）面积9.24 平方千米，位于法国布列塔尼大區伊勒-维莱讷省，该省份为法国西北部沿海省份，位于布列塔尼半岛东部，北濒大西洋，西接阿摩尔滨海省和莫尔比昂省，南至大西洋卢瓦尔省，西南端接曼恩-卢瓦尔省，东临马耶讷省，东北与芒什省接壤。
与波利涅接壤的市镇（或旧市镇、城区）包括：克勒万、孔特堡、庞塞、普莱沙泰勒。
波利涅的时区为UTC+01:00、UTC+02:00（夏令时）。

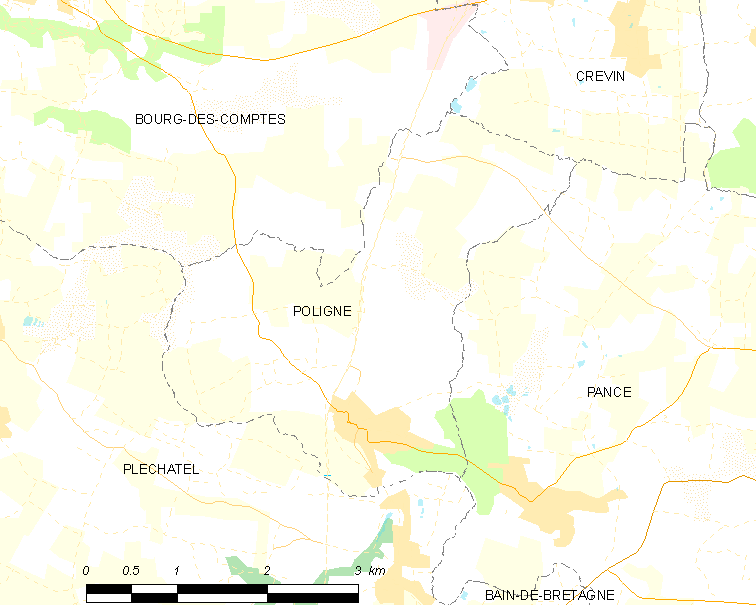
波利涅的OSM定位图

## 行政
波利涅的邮政编码为35320，INSEE市镇编码为35231。

## 政治
波利涅所属的省级选区为布列塔尼地区班县。

## 交通
法国国道N137线经过境内并设有出入口。伊勒-维莱讷省省道D47线和D737线在镇中心交汇，省道D247线经过北部。

## 人口

1962-2008年间波利涅人口变化图示

波利涅于2022年1月1日时的人口数量为1245人。